# Gagea gageoides
Gagea gageoides är en liljeväxtart som först beskrevs av Joseph Gerhard Zuccarini, och fick sitt nu gällande namn av Aleksei Ivanovich Vvedensky. Gagea gageoides ingår i Vårlökssläktet och i familjen liljeväxter. Inga underarter finns listade.